# Giovanni Calabria

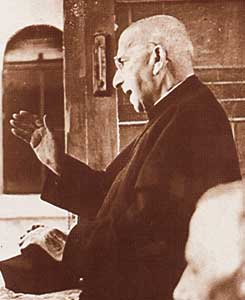
Don Calabria

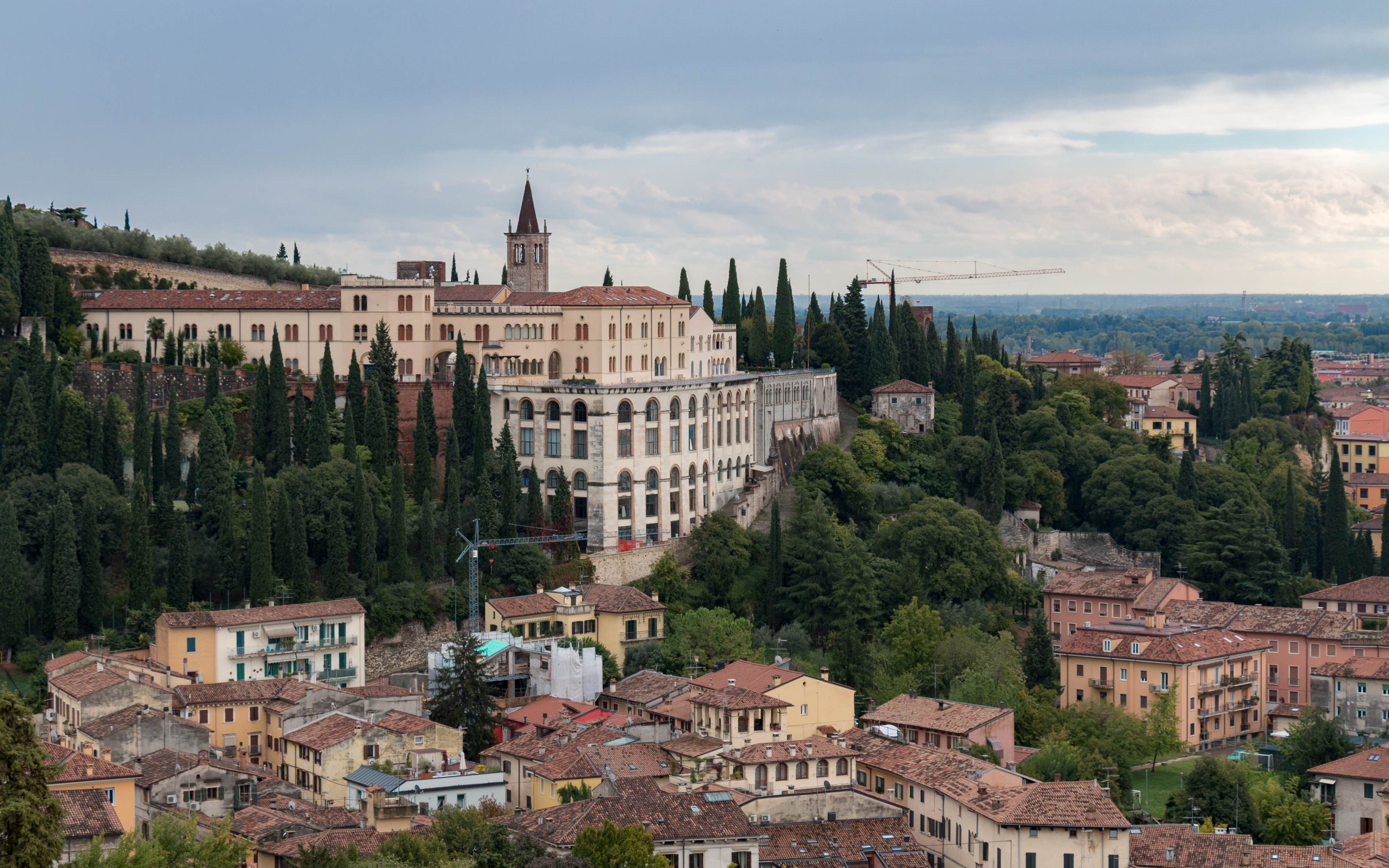
Istituto Don Calabria in Verona, Italië

Giovanni Calabria (Verona, 8 oktober 1873 – aldaar, 4 december 1954) was een Italiaans rooms-katholiek priester. Hij is bekend als Don Calabria. Paus Johannes-Paulus II verklaarde hem heilig in 1999 omwille van zijn werk voor arme kinderen en jongeren. Calabria stichtte hiertoe de congregaties Poveri Servi della Divina Provvidenza voor mannen (1907) en Povere Serve delle Divina Provvidenza voor vrouwen (1910).

## Levensloop
Calabria werd geboren in een arm gezin in Verona, regio Veneto, in het koninkrijk Italië. Zijn vader was schoenlapper en zijn moeder wasvrouw. Het gezin met zijn vele kinderen werd nog meer in de armoede geduwd nadat vader stierf. Elk van de kinderen moest een job zoeken. De 10-jarige Giovanni Calabria werkte links en rechts als ober doch werd telkens ontslagen. Volgens zijn moeder was hij te dromerig. Een priester in Verona, don Scapini, verbond er zich toe hem een priesteropleiding te geven, te beginnen met voortgezet onderwijs. Ondanks zijn goed lopende studies bleef zijn priesterwijding uit; tegenstanders van Calabria in het priesterseminarie in Verona zagen hem niet als priester fungeren. Het priesterseminarie stuurden hem dan maar naar het koninklijk leger. Omdat Calabria te onhandig was met wapens, mocht hij van de militairen de verzorging op zich nemen van syfilislijders en andere besmette militairen.
Uiteindelijk lukte het don Scapini, zijn mentor, om de priesterwijding te laten plaats vinden (1901). Calabria was ondertussen 28 jaar. Hij ging aan de slag in Verona.
Als parochiepriester legde Calabria zich toe op de zorg van verwaarloosde kinderen. Een zigeunerkind dat aan zijn deur kwam kloppen voor eten, was hierin doorslaggevend. Calabria stuurde eerst de behoeftige kinderen naar zijn moeder doch startte zelf de jeugdzorg. Zijn congregaties Divina Provvidenza breidden hun activiteiten in Verona en de rest van Italië uit. Ze bouwden scholen, weeshuizen en contactpunten in armenwijken waar behoeftige zieken werden opgespoord. De congregatie kocht een bejaardentehuis in Negrar, nabij Verona, en bouwde het om tot het ziekenhuis Ospedale Sacro Cuore Don Calabria. Het Istituto Don Calabria in Verona was het centrale punt van binnenkomende giften enerzijds, en, anderzijds fondsen voor behoeftigen, tot in Indië en de Filippijnen. De aandacht gaat naar onderwijs, vorming en huisvesting voor minderjarigen. Dit instituut is gelegen aan de Via San Zeno in Monte.
Naast armenzorg interesseerde Calabria zich in het oecumenisme. Dit deed hij met het oog op het komende jaar 2000. Hij correspondeerde met anglicanen en orthodoxen, alsook met Sune Wiman, lutheraans dominee in Eskilstuna, Zweden. Tevens schreef hij brieven aan joodse schrijvers.
Paus Johannes-Paulus II verklaarde Calabria zalig tijdens een bezoek aan Verona (1988) en nadien in Rome heilig (1999).